# Антропоморфизм

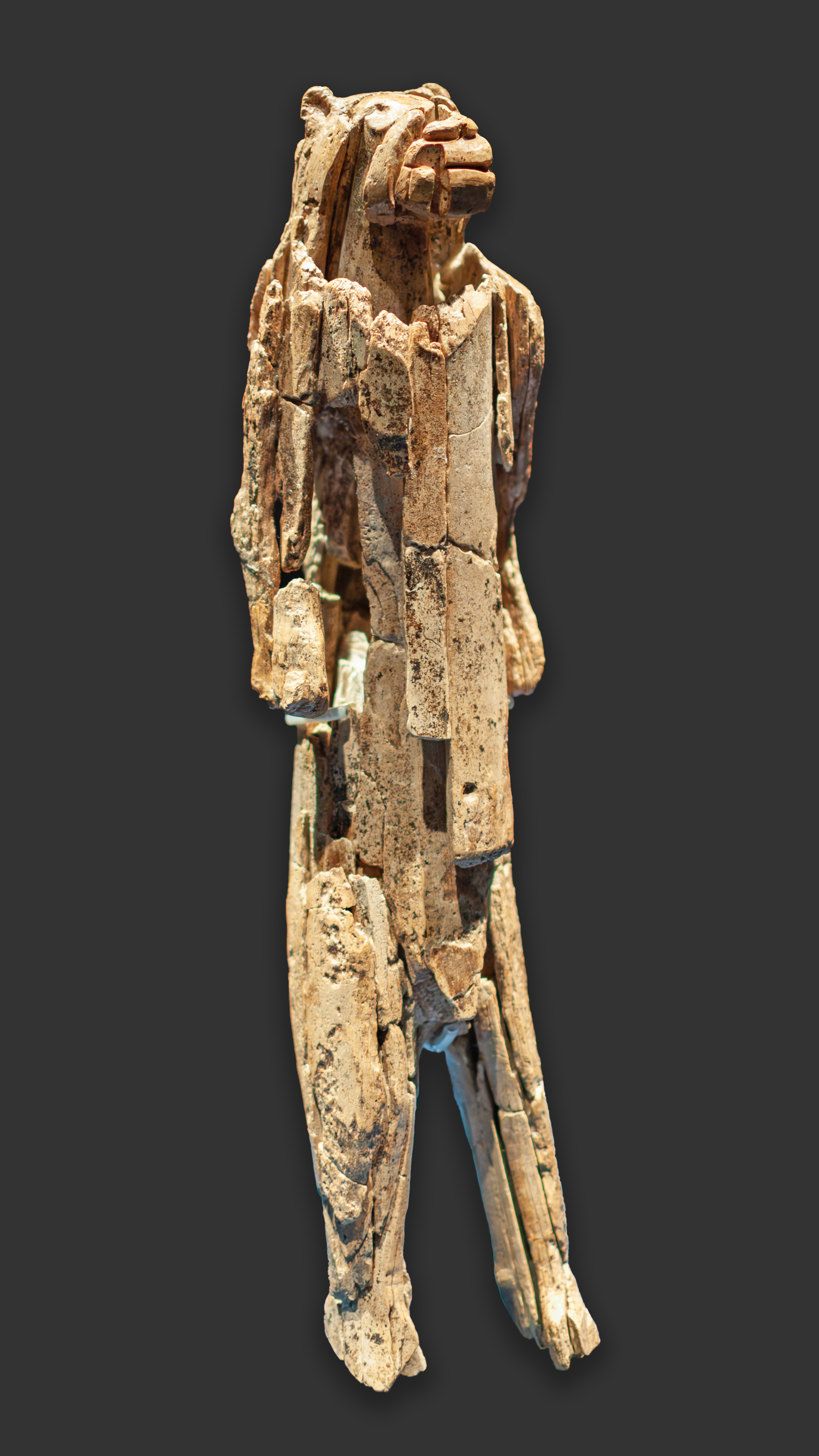
Человеколев, одна из древнейших известных скульптур: её возраст — около 40 тысяч лет

Антропоморфи́зм (фр. anthropomorphisme от др.-греч. ἄνθρωπος — «человек», μορφή — «вид, образ, форма») — перенесение человеческого образа и его свойств на неодушевлённые предметы и животных, растения, природные явления, сверхъестественных существ, абстрактные понятия и др.
Это мировоззренческая концепция, выраженная номинативными средствами языка, изобразительных искусств и т. п. Согласно этому принципу, неодушевлённые предметы, живые существа и вымышленные сущности, не обладающие человеческой природой, могут наделяться человеческими качествами, физическими и эмоциональными. Рассматриваемые объекты в состоянии, в частности, чувствовать, испытывать переживания и эмоции, разговаривать, мыслить, совершать осмысленные человеческие действия.

## В религии

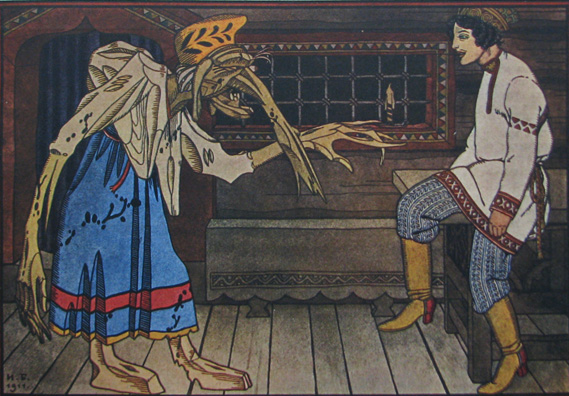
Антропоморфный персонаж русских сказок — Баба-Яга

Антропоморфизм характерен как для ранних, так и для более поздних религий, присущ мифам всех народов и времён. Ф. Бэкон относил антропоморфизм к «идолам рода», в которых, по его мнению, выражается «стремление объяснять действия природы по аналогии с действиями и поступками человека, то есть убеждение, что природа делает то же самое, что и человек». Вольтер писал: «Если Бог создал нас по своему образу и подобию, мы сумели ответить ему тем же». Для анимизма характерно антропоморфное отношение к силам природы, растениям и животным. При политеизме очеловечиваются боги, которым приписываются психологические свойства человека. В монотеистических религиях антропоморфизм, как правило, рассматривается как «примитивное» представление о Боге; тем не менее и в них он повсеместно распространён. Антропоморфизм присущ описаниям внешних проявлений Бога (упоминаются его лик, глаз, рука, нога), его действий (он сидит на небесах, видит, говорит и слышит) и чувств (гнев, удовлетворённость, смех). Впрочем, подобные мнения можно толковать как буквально, так и как метафору — попытку таким образом передать ощущения человека.

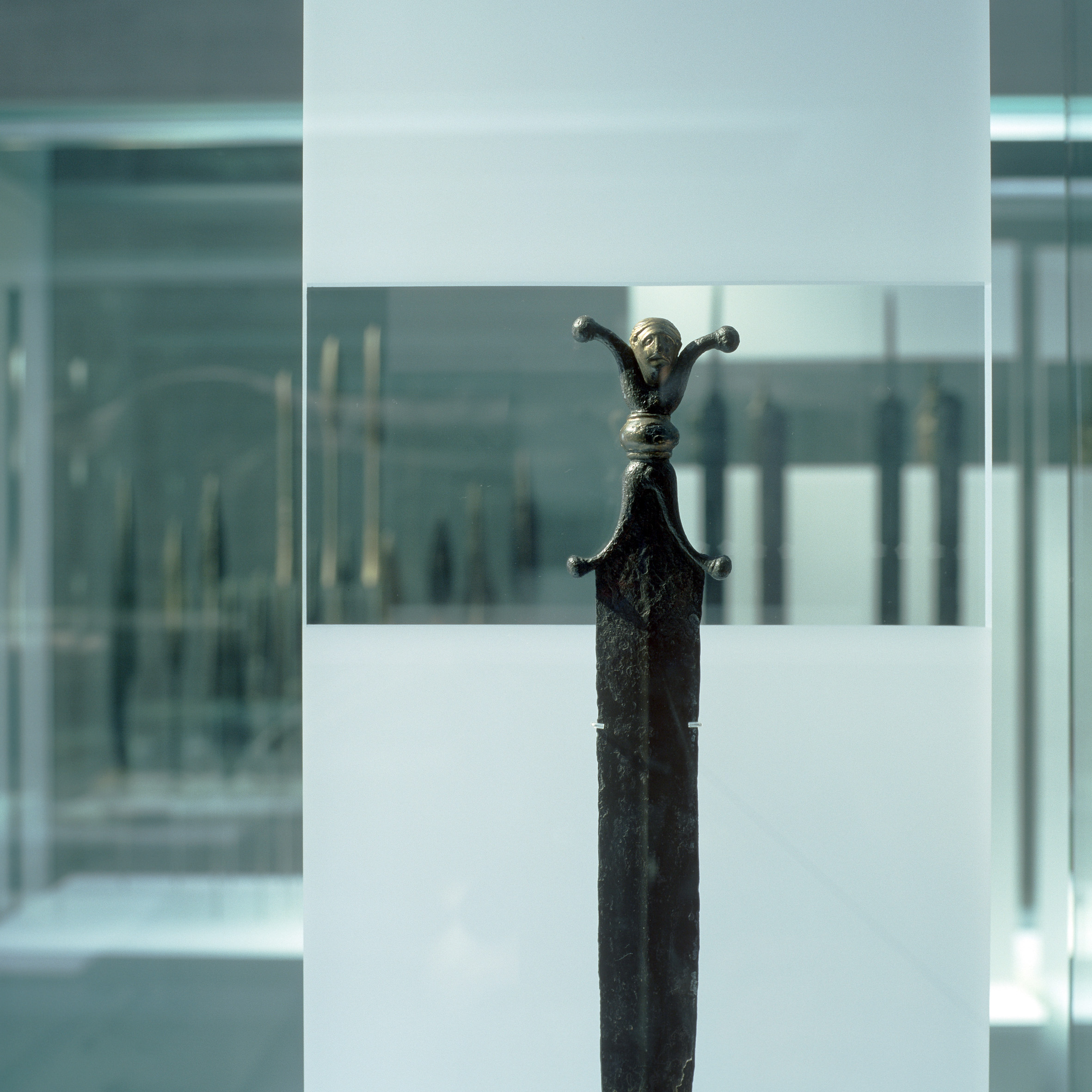
Кельтский меч с антропоморфной рукояткой, музей Латениум, Невшатель, Швейцария

Языковые реконструкции и другие данные свидетельствуют, что антропоморфизм был господствующим принципом познания и объяснения непонятных явлений природы и закономерностей устройства мира на ранних этапах развития общества (идёт гроза, небо хмурится, листва «шепчет» и т. п.). Антропоморфизм был свойственен большинству религиозных систем и выражался в перенесении физических свойств и психических качеств человека на предметы поклонения: неодушевлённые объекты (камень, скала, солнце), живые существа (дерево, крокодил, лев), а также существа земного или среднего (лешие, домовые), верхних (боги, ангелы) и нижних (демоны, черти) миров. У обитателей верхних и нижних миров, наряду с общими признаками сходства с человеком, как правило, присутствуют признаки, отличающие их от людей. К таковым обычно относятся гигантский или карликовый рост, огромная сила, наличие хвоста или крыльев, чрезмерная волосатость и др.

## В настоящее время
В настоящее время антропоморфизм как мировоззренческий принцип сохраняется в рамках религиозных систем, особенно наиболее архаичных из них. Он характерен также для ранней стадии развития ребёнка. Дети дошкольного возраста объясняют любые причинно-следственные отношения в окружающей природе по аналогии с отношениями, существующими между людьми, например: «Месяца нет на небе, потому что он ушёл в гости».
Антропоморфизм является одним из подходов в зоопсихологии, по которому психические феномены у животных объявляются сходными с таковыми у людей. Причиной такого подхода является то, что человек ищет сходства между собой и изучаемым объектом, выясняет соответствие чего-либо человеческим качествам и только потом переходит к изучению отличий. Антропоморфизм по отношению к психике животных резко критиковался бихевиористами, рефлексологами и последователями И. П. Павлова. Однако представителей этих течений в свою очередь критиковали за зооморфизм по отношению к человеку.
При эстетическом антропоморфизме художник сознательно уподобляет человеку природные или фантастические объекты. Антропоморфизм — один из главных элементов, например, в баснях.